# Santee, Kalifornien
Santee är en stad (city) i San Diego County, i delstaten Kalifornien, USA. Enligt United States Census Bureau har staden en folkmängd på 54 197 invånare (2011) och en landarea på 42 km².